# Beate Bartel

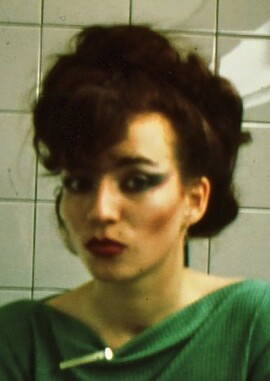
Beate Bartel, Berlin 1979

Beate Bartel  (* 1957 in Berlin) ist eine deutsche Musikerin, Produzentin, Remixerin, die in Industrial-, Noise- und Experimentalbands Bass, Gitarre, Synthesizer und diverse elektronische Gadgets spielt.

## Biografie
Bevor sie im Mai 1979 mit Gudrun Gut, Karin Luner, Eva Gössling und Bettina Köster die Band Mania D gründete, arbeitete Beate Bartel als Tontechnikerin beim Sender Freies Berlin. Der Name Mania D für das All-Girl-Band-Projekt geht auf ihren Vorschlag zurück. 1980 gehörte Bartel zu den Gründungsmitgliedern der Einstürzenden Neubauten, wo sie ebenfalls Bass spielte, so auch am 1. April 1980 bei deren erstem Konzert  im Berliner Club Moon. 1981 trennte Beate Bartel sich von Mania D und arbeitete mit Chrislo Haas, der bei DAF ausgestiegen war, in dem Projekt CHBB-ChrisloHaasBeateBartel, die auf dem Düsseldorfer Kassettenlabel Klar! 80 vier zehnminütige Kassetten publizierten. In der Zeitschrift Sounds wurden die Werke besprochen: „kunstvolle Monotonie, die den Arsch trotzdem zur Bewegung reizt“.
Im selben Jahr gründete Bartel mit Chrislo Haas die Elektronik-Band Liaisons Dangereuses, die umgehend eine LP mit gleichnamigem Titel herausbrachte. Eine Auskopplung aus dieser LP, der Titel Los niños del parque, gesungen von Krishna Goineau, ist eine der in Deutschland meistverkauften Underground-Singles und wurde vielfach gesampelt. Die 6/4-Aufteilung der Basslinie von Beate Bartel bei Los niños del parque gilt als markante Besonderheit der Komposition. Sie ist gegen den 4/4-Rhythmus gestellt, eine für die Popmusik ungewöhnliche Form der Polyrhythmik. 1982 startete Gudrun Gut zusammen mit Beate Bartel und Manon Pepita Duursma das Experimentalprojekt Matador. 2004 stand Beate Bartel zusammen mit Bettina Köster wieder auf der Bühne, wo sie Kill the 80s spielten.
Beate Bartel und Chrislo Haas wohnten bei dem Tonmeister und Musikproduzenten Conny Plank, in seinem Studio in Neunkirchen-Seelscheid, das auch für die Unterbringung von Musikern eingerichtet war.
Ihre Arbeit für die kanadische Spoken-Word-Künstlerin Myra Davies „Cities & Girls“ im Jahre 2008 und die Show „Paradiesisches Tor“ von Matador & Myra Davies 2011 führte zur erneuten Zusammenarbeit an „Sirens“ und dem Sideprojekt von Bartel/Gut „Instrumental for Sirens“, die im Januar 2017 veröffentlicht wurden.

## Diskografie
- 1980: Mania D – Track 4 (Single, Monogam 002)
- 1980: Einstürzende Neubauten – Moon, 1. April (Cassette, Eisengrau)
- 1981: CHBB – CHBB 1 – Schwarz (C-10, Klar! 80)
- 1981: CHBB – CHBB 2 – Rot (C-10, Klar! 80)
- 1981: CHBB – CHBB 3 – Blau (C-10, Klar! 80)
- 1981: CHBB – CHBB 4 – Silber (C-10, Klar! 80)
- 1981: Liaisons Dangereuses – Liaisons Dangereuses (LP, Teldec 66.22 433-01)
- 1982: Liaisons Dangereuses – Los niños del parque (Single)
- 1983: Liaisons Dangereuses – Los niños del parque (Maxi-Single)
- 1983: Einstürzende Neubauten – Falschgeld (LP, Some Bizzare SBVART 2)
- 1987: Matador – A Touch Beyond Canned Love (CD, What’s So Funny About SF 40)
- 2007: Thomas Wydler – Soul Sheriff (CD, Liaisons Records LiReCD002)
- 2008: Myra Davies – Cities & Girls (Moabit Musik 17)
- 2017: Myra Davies – Sirens (Moabit Records)
- 2017: Bartel/Gut – Instrumental for Sirens (Moabit Records)

## Filmografie
- 1980: Women in Rock, Regie: Wolfgang Büld ARD, VHS, A Studio K7, Berlin
- 1987: Liaisons Dangereuses, VHS, Ikon – IKON 22
- 1995: Girls Bite Back – Regie: Wolfgang Büld